# شيري رينولدز
شيري رينولدز (بالإنجليزية: Sheri Reynolds)‏ (1967)؛ روائية أمريكية. درست في جامعة فرجينيا كومونولث.